# Ngoy Srin
Bản mẫu:Cambodian name
Ngoy Srin (tiếng Khmer: ង៉យ ស្រ៊ីន sinh ngày 1 tháng 9 năm 1994) là một cầu thủ bóng đá người Campuchia thi đấu ở vị trí hậu vệ cho Visakha và Đội tuyển bóng đá quốc gia Campuchia.

## Phnom Penh Crown
Năm 2011, vượt qua đợt thử việc và gia nhập Phnom Penh Crown là một giấc mơ của Ngoy Srin, sinh ra tại Takeo nhưng sinh sống ở Koh Kong nhiều năm. Anh đại diện đội bóng và ký hợp đồng chuyên nghiệp đầu tiên vào tháng 12.

## Nagaworld
Năm 2016, anh ký hợp đồng với Nagaworld cùng với 3 đồng đội khác, Sos Suhana, Sary Matnorotin, và Yok Ary.

## Sự nghiệp quốc tế
Srin ra mắt quốc tế trong trận giao hữu trước Malaysia vào ngày 20 tháng 9 năm 2014.

## Danh hiệu

### Câu lạc bộ
Phnom Penh Crown
- Giải bóng đá vô địch quốc gia Campuchia: 2014